# Glutinenyv
A glutinenyv egy kemény, rideg, többé-kevésbé áttetsző enyv, amelyet állati hulladékokból: porcokból, csontokból, bőrből stb. vízzel való főzéssel állítanak elő. Kémiailag az állati kötőszövetekben lévő kollagén hidrolízisének terméke. A glutinenyv hideg vízben felduzzad, forró vízben oldódik; ez az oldat lehűtve puha, ruganyos tömeggé dermed meg, mely beszáradva keménnyé, rideggé válik. A teljesen tiszta glutinenyv vagy zselatin csaknem színtelen, áttetsző, üvegszerűen rideg és szagtalan, alkoholban és éterben oldhatatlan.
A glutinenyv meleg, vizes oldatát ragasztásra használják. Ragasztóképessége miatt még kalap gyártására, posztó csínozására (appretálására), papír enyvezésére, gipszformák készítésére, anatómiai készítményekre, a könyvnyomtató hengerek előállítására alkalmazzák. A legjobb enyv, a zselatin a fotografálásnál (krómenyv), a kelmefestészetben, a főzésnél és a gyógyászatban kap szerepet. A kereskedelemben előforduló enyvbe gyakran ólomcukrot és szódát, cinkfehéret, krétát stb. kevernek.

## Felhasználása ragasztóként

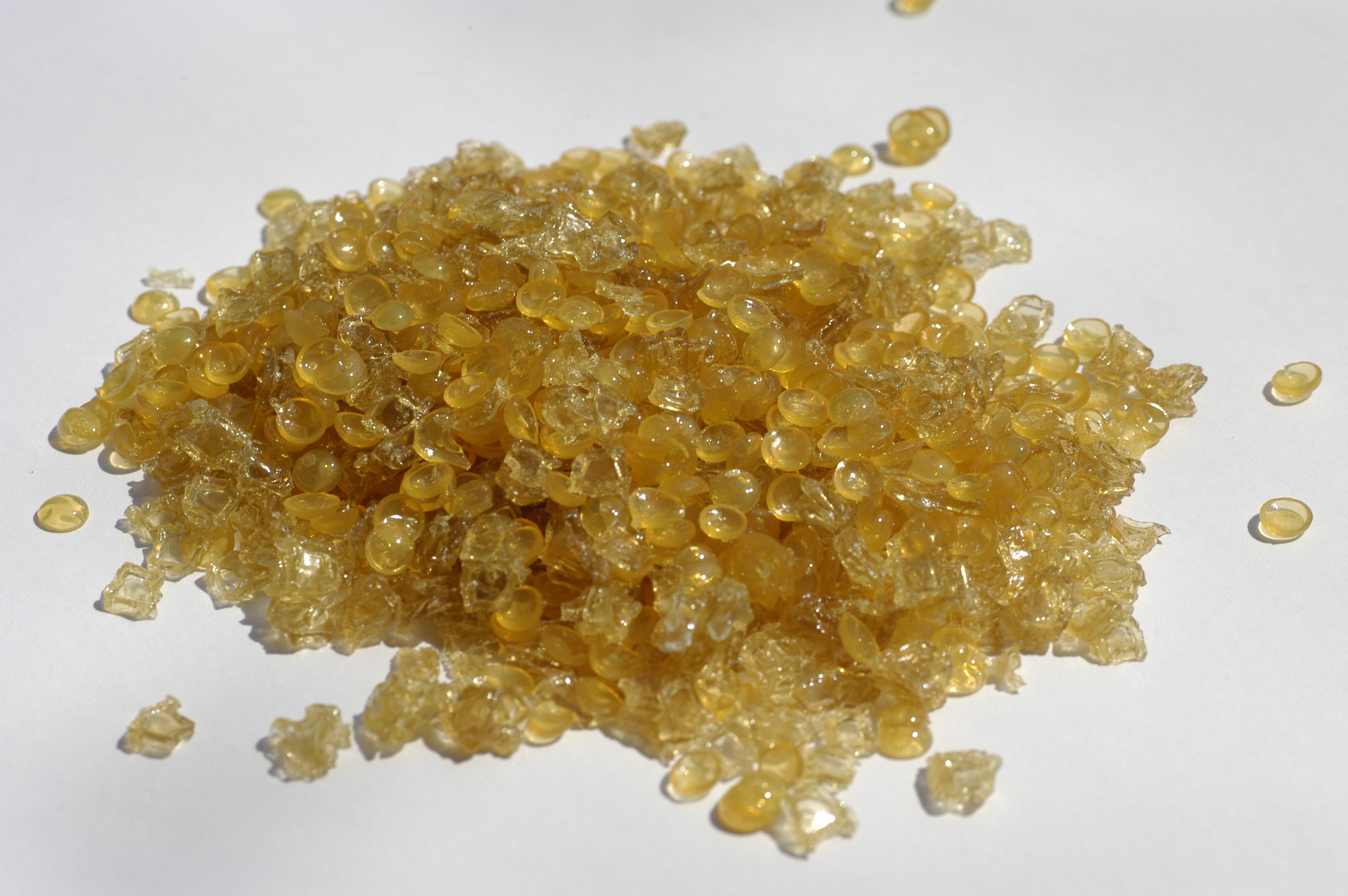
Csontenyv granulátum

Ragasztásra leginkább a bőr- és csontenyv melegen ömlesztett vizes oldatát használják, ezt melegenyvnek is nevezik. Tiszta állapotban elsősorban porózus felületű és nem túl puha anyagok ragasztására alkalmas, de pl. az üveghez is jól köt. A faiparban évszázadokon keresztül a legfontosabb ragasztóanyag volt.

### A melegenyv elkészítése
A melegenyv készítése legtöbbször két lépcsőben történik.
1. Az enyv áztatása: Az glutinenyvek por, granulátum, gyöngy, tábla formában kerülnek forgalomba. Ezt először kb. azonos mennyiségű hideg vízzel kell felönteni, majd a táblás enyvet legalább fél napig, a szemcséset 1–2 órán át kell áztatni. Az enyv ezalatt rugalmas, gélszerű alakot vesz fel.
2. Az enyvgél megolvasztása: Az így elkészített enyvgél 30–40 ℃-on ömlik meg, illetve zselatinálódik, tehát felhasználáskor 60–70 ℃-ra érdemes felhevíteni; az ennél magasabb hőmérséklet rontja az enyv minőségét. Az enyvet vízfürdőben, dupla falú edényben ömlesztik meg, tartják melegen. A viszkozitást meleg víz hozzáadásával lehet beállítani, a szárazanyag-tartalom 35–50% között a legjobb.

A melegenyv megömlése-kikeményedése pusztán fizikai folyamat, használata során kémiailag nem alakul át, eltarthatósága mégis korlátozott. Az enyvoldatot főleg meleg, nedves időben baktériumok támadják meg, s ettől a hozzáadott konzerváló anyagok sem védik meg. A már megtámadott enyv ráadásul az újonnan hozzáadottat is megfertőzi, tehát érdemes az aznapi munkára mindig új, friss enyvet készíteni. A száraz enyv száraz, hűvös, napfénytől védett helyen jól eltartható.

### Ragasztás melegenyvvel

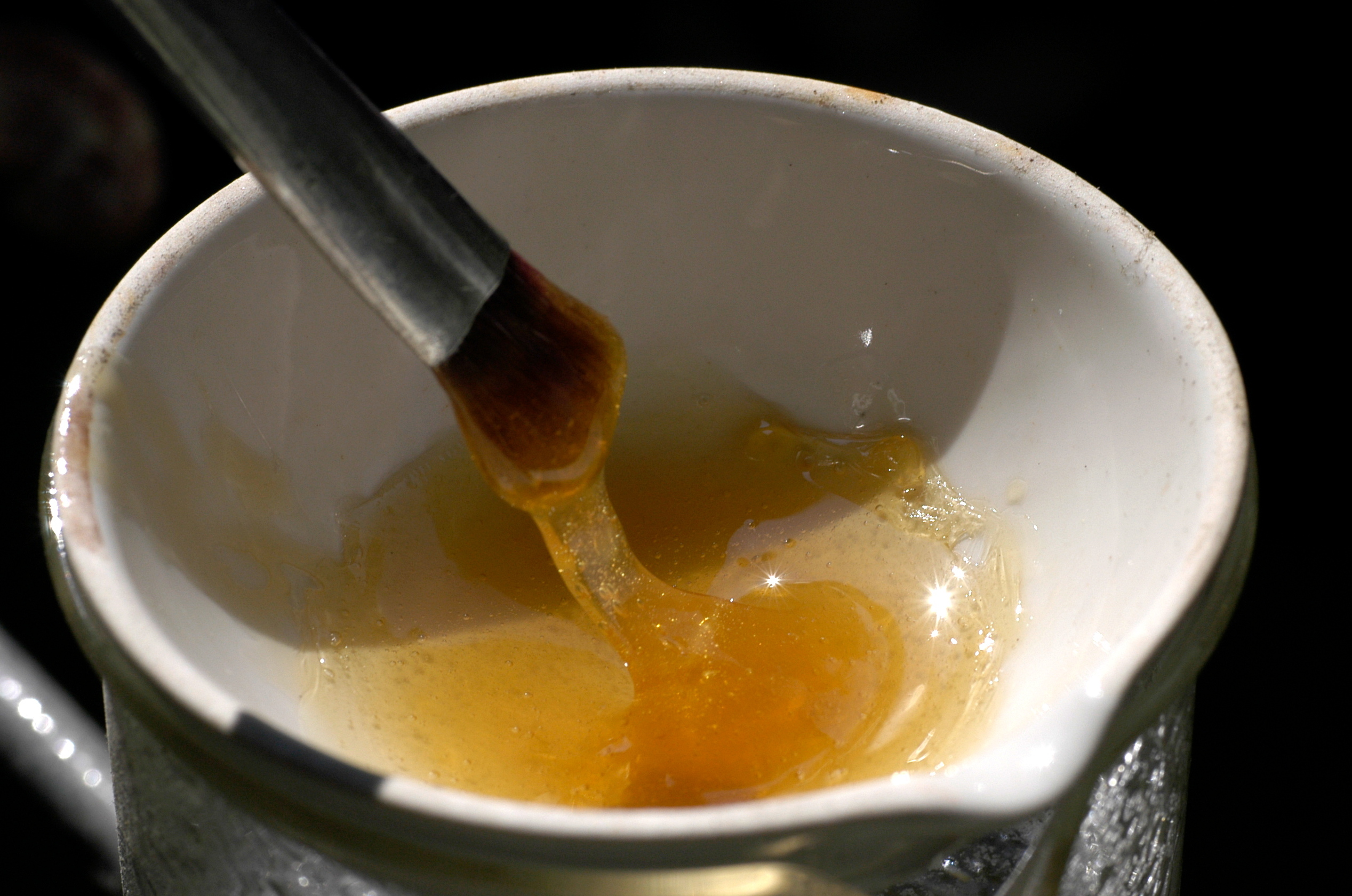
Ömlesztett enyv

A melegenyv kötése során kezdetben még őrzi víztartalmát, de ahogy kihűl, megdermed. Az ezt követő keményedési szakaszban kiszárad, eközben az enyvréteg kb. fele vastagságára zsugorodik. A glutinenyv sajátossága, hogy megkötésekor emiatt a felületeket megpróbálja egymáshoz húzni.
A glutinenyvvel való ragasztás akkor lesz jó minőségű, ha vékony, összefüggő rétegben hordják fel a felületekre, majd megfelelő nyomáson, hőmérsékleten préselik. A nyitott idő rövid, mert az enyvréteg hamar kihűl, megdermed, ezért a gyorsaság mellett arra kell törekedni, hogy a ragasztandó anyag, sőt, az enyvezőhelyiség levegője is meleg, 25–30 ℃-os legyen. Bizonyos esetekben, pl. furnérozáskor az enyvezett munkadarabot 60 ℃-ra melegített fémlapok között préselik; ekkor a nyitott idő hosszabb lehet, mert a meleg préselés során a megdermedt enyvréteg újra megömlik.
A ragasztandó felületek pontos illeszkedése és 0,3–0,5 MPa présnyomás esetén 200 g/m² enyvmennyiséget használnak; kisebb présnyomás és rosszabb illeszkedés esetén ez 250–350 g/m²-re módosulhat.
A melegenyvvel való ragasztás kötőszilárdsága 6 N/mm² fölött lehet. A glutinenyv a legtöbb szerves oldószerrel szemben ellenálló, de a víz meggyengíti, tartós nedvesség hatására pedig az elszaporodó mikroorganizmusok biológiailag lebontják. Kültérben, az időjárásnak kitett helyeken ezért nem alkalmazható. Az enyvkötés szükség esetén meleg vízzel bontható, „szétmosható”.

### Hidegenyvek
Ha a csont- vagy bőrenyvhez kalcium-kloridot, karbamidot vagy tiokarbamidot adagolnak, a ragasztó dermedési pontja olyan mértékben csökkenthető, hogy szobahőmérsékleten is folyékony marad. Az így előállított glutin hidegenyv kötési ideje hosszabb, mint a melegenyveké, résszilárdsága viszont kisebb.
Ha a glutin hidegenyvhez paraformaldehidet adnak, hosszú edényidejű, de melegen préselve percek alatt megkötő ragasztó jön létre. Általában 50–55%-os enyvoldatot használnak, az edényidő 10 óra körüli, a felhordás után 1 órás várakozási idő is megengedett. Vékony, 200 g/m²-es rétegben hordják fel, 0,4–0,6 MPa présnyomást alkalmaznak.
A vizahólyag szintén szobahőmérsékleten használható glutinenyv. A tokhalfélék családjába tartozó halak úszóhólyagja nagy mennyiségben tartalmaz kollagént, ezért forrásban lévő vízben szinte tökéletesen feloldódik, majd lehűtve nagy tisztaságú zselatint ad. Ezt vízzel elegyítve szobahőmérsékleten használható ragasztó állítható elő. Zselatinálódási pontja 15 ℃ körül van. A vizahólyag a régi idők univerzális ragasztója volt, szinte mindent mindennel ragaszt.

## Gyártása
A glutinenyv gyártása két részből áll: a nyersanyag előkészítéséből és a tulajdonképpeni enyvkészítésből. Megkülönböztetnek bőrenyvet és csontenyvet.

### Bőrenyv készítése
A bőrenyv gyártására főleg a bőrgyárakban keletkező hulladékok szolgálnak. Ezeket a hulladékokat a szennyeződésektől (hús-, vér-, zsírrészektől), úgy tisztítják meg, hogy mésszel vagy kén-dioxiddal kezelik, majd vízzel alaposan kimossák.
Ezeket a mosott bőrrészeket ezután kettős falú üstökben gőzzel vagy közvetlen tüzeléssel vízben megfőzik. Főzés közben a folyadék felületén különböző szennyeződések (mész, szappan, fehérje stb.) gyűlnek össze, ezeket merőkanállal leszedik. A főzés nem tarthat túl sokáig, mert az az enyv ragasztóképességét csökkenti.
Az enyvoldathoz gyakran fertőtlenítőszereket, pl. karbolsavat vagy szalicilsavat adnak, hogy az enyvet tartósabbá tegyék. Az enyv főzésénél kellemetlen szagú gázok fejlődnek, amelyek elvezetéséről gondoskodni kell. Az enyvoldatot vákuumkészülékekben, alacsony légnyomás alatt sűrítik be, hogy ne legyen szükség túl magas hőmérsékletre, ami rontaná az enyv minőségét.
Az enyvoldatot ólomlemezekkel bélelt, hőszigetelő anyaggal körülvett kádakba eresztik, hogy az enyvoldat minél lassabban hűljön, legyen idő arra, hogy leülepedjenek az enyvoldatban lebegő szennyeződések. A megtisztult, még forró enyvoldatot előbb zsírral kikent formákba, azaz hosszú, keskeny faládákba öntik, melyekben az enyv 12-18 óra alatt kocsonyássá dermed; ezt megnedvesített késsel a ládák oldalairól leválasztják, majd a ládákból kiborítják.
Táblás enyv készítésekor az enyvgélt finom dróttal vékony (6-7 mm-es) lemezekre szelik, ezeket egy vékony, nedves pengével keresztirányban akkora darabokra metszik, ahogy az enyvet forgalomba akarják hozni, s végül rámákban kifeszített hálókon vagy a szabad levegőn, vagy külön szárító kamrákban óvatosan kiszárítják. A megszárított enyvlemezeket meleg vízbe mártott kefével kifényesítik.

### Csontenyv készítése
A csontenyv gyártását rendszerint a csontliszt, szuperfoszfát, spódium stb. gyártásával szokták összekötni. A csontenyv készítésére háromféle mód van.
1. Az aprított, vízzel kevert csontokat vaskazánokban gőzzel főzik. A nyert enyvoldatot úgy dolgozzák fel, mint a bőrenyvét. A maradékok szuperfoszfátot adnak.
2. A csontokat vízben való főzéssel zsírtalanítják, azután 2 légköri nyomással a teljes megpuhulásig főzik. Az így nyert enyvoldatot vákuumkészülékekben bepárologtatják, végül úgy készítik el, mint a bőrenyvet.
3. A mosott és aprított csontokat híg sósavval (vagy híg kénsavval) néhány napig áztatják. A sav kioldja a csontok ásványi részeit, az enyvet szolgáltató porcállomány visszamarad. Ezt mosás után mészvízbe fektetik s újabb mosás után vízgőzzel főzik. A továbbiakban ugyanúgy járnak el, mint a többi módszer esetében. A sósavas oldatból mésztejjel kiválaszthatják az értékes foszforsavat.

A zselatint úgy készítik, mint a többi enyvet, de válogatott nyersanyagot használnak hozzá.